# Euxootera mendeboense
Euxootera mendeboense là một loài bướm đêm trong họ Noctuidae.